# Rosalejo
Rosalejo ist ein westspanischer Ort und eine Gemeinde (municipio) mit 1.328 Einwohnern (Stand: 2024) im Nordosten der Provinz Cáceres (Extremadura). Der Ort entstand im Jahr 1993 durch Abspaltung von der Gemeinde Talayuela.

## Lage und Klima
Der Ort Rosalejo liegt ca. 5 km südlich des Río Tiétar nahe der Grenze zur neukastilischen Provinz Toledo in einer Höhe von ca. 275 m. Die zentralspanische Gebirgskette der Sierra de Gredos mit dem ca. 2590 m hohen Pico Almanzor ist nur etwa 15 bis 20 km (Luftlinie) in nördlicher Richtung entfernt. Im Sommer ist das Klima meist trocken und warm.

## Bevölkerungsentwicklung
| Jahr      | 1857 | 1900 | 1995 | 2000 | 2021 |
| Einwohner | --   | --   | 2025 | 1766 | 1383 |

Die Lage des Ortes in einem ehemals malariaverseuchten Sumpfgebiet hat anscheinend viele Neusiedler zur Aufgabe veranlasst.

## Wirtschaft
Die Wirtschaft der Gemeinde Rosalejo basiert hauptsächlich auf der Landwirtschaft (Ackerbau und Viehzucht); ein typisches Produkt der Region ist Tabak.

## Geschichte

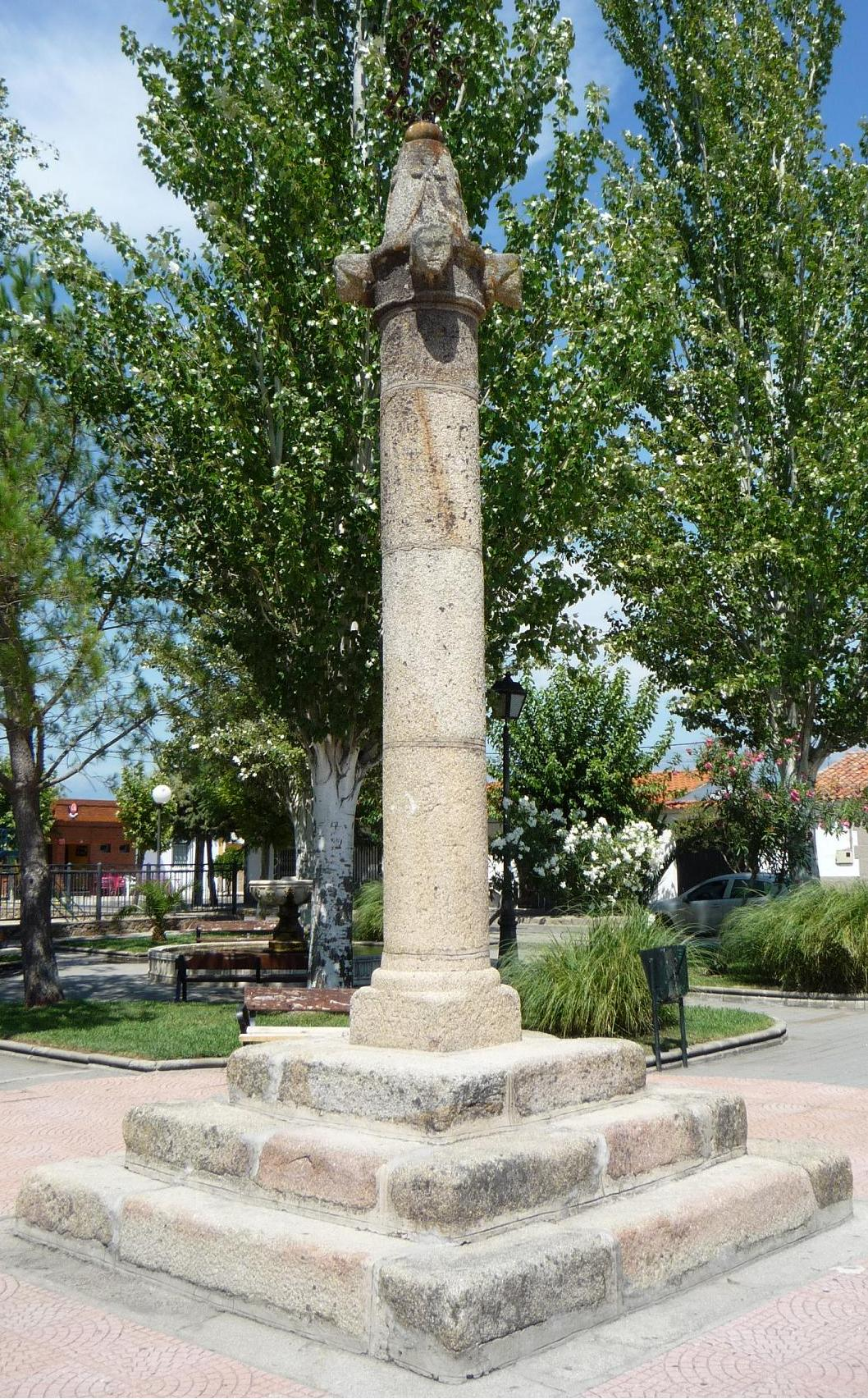
Rosalejo – (rollo oder picota)

Die moderne Ortschaft Rosalejo mit ihrem rechtwinkligen Straßennetz wurde im Jahr 1994 als „Kolonie“ (pueblo de colonización) gegründet. Sie gehörte zur Gemeinde Talayuela, von der sie sich im Zuge der Baumaßnahmen an der Talsperre Valdecañas loslöste.

## Sehenswürdigkeiten
Der erst in den 1960er Jahren erbaute Ort mit seinem rechtwinkligen Straßennetz besitzt keine Sehenswürdigkeiten von historischer oder kultureller Bedeutung.
- Die im Jahr 1963 eingeweihte Pfarrkirche steht unter dem Patrozinium der Jungfrau von Guadalupe (Nuestra Señora de Guadalupe).
- Die auf einem abgetreppten quadratischen Sockel ruhende Gerichtssäule (rollo oder picota) stand zuvor im 1963 aufgegebenen Ort Talavera la Vieja (39° 48′ 18″ N, 5° 24′ 25″ W).